# 隱錨紋蛾
隱錨紋蛾（學名：Tetragonus catamitus）是錨紋蛾科紋蛾屬的一種蛾，發現於亞洲熱帶地區。

## 描述
其頭、胸、腹是黃色或紅褐色的，翅膀顏色更淺，後翅比前翅色深，有深色圓形斑點。

## 分佈
隱錨紋蛾發現於印度東北部及南部、安達曼和尼科巴群島、斯里蘭卡、緬甸丹那沙林山和爪哇島。

## 外部連結
- Species notes （页面存档备份，存于）
- In Hong Kong
- Family information （页面存档备份，存于）